# Ocrisiona liturata
Ocrisiona liturata är en spindelart som först beskrevs av Koch L. 1879.  Ocrisiona liturata ingår i släktet Ocrisiona och familjen hoppspindlar. Inga underarter finns listade i Catalogue of Life.